# Annie Clark
Andrea Jeanette Clark (Toronto, 4 de julio de 1992), más conocida como Annie Clark, es una actriz canadiense.

## Filmography

### Film
| Year | Title            | Role    | Notes      |
| ---- | ---------------- | ------- | ---------- |
| 2013 | Solo             | Gillian |            |
| 2014 | Teen Lust        | Denise  |            |
| 2018 | The New Romantic | Claire  | Uncredited |
| 2019 | Father by Law    | Liz     | Short film |

### Televisión
| Año       | Title                                    | Rol                | Notas                                                                    |
| --------- | ---------------------------------------- | ------------------ | ------------------------------------------------------------------------ |
| 2008      | Roxy Hunter and the Secret of the Shaman | Adolescente        | Película para telelvisión                                                |
| 2009      | The Listener                             | Niña en la cama    | Episodio: "Inside the Man"                                               |
| 2009      | How to be Indie                          | Forest Greenwood   | Episodio: "How to Get on Carlos Martinelli's Capital 'L' List, and Live" |
| 2009–2013 | Degrassi: The Next Generation            | Fiona Coyne        | Personaje principal (temporada 9–12)                                     |
| 2010      | Degrassi Takes Manhattan                 | Fiona Coyne        | Película para televisión                                                 |
| 2010-2013 | Degrassi: Minis                          | Fiona Coyne        | 6 episodes                                                               |
| 2014      | Not With My Daughter                     | Abby Eco           | Television movie; also known as Client Seduction                         |
| 2017      | Semi-Famous                              | Rosie Wayy-Patrick | Episodio: "Star Power"                                                   |
| 2018      | TMI Crossing the Threshold               | Jan Chapman        | Unsold television pilot                                                  |
| 2021      | Ghosts of Christmas Past                 | Ellie Sanders      | Película para televisión                                                 |
| 2023      | Love Hacks                               | Sam Caldwell       | Película para televisión                                                 |
| 2023      | A Royal Recipe for Love                  | Alexandra Batcher  | Película para televisión                                                 |